# Уфимская область (Российская империя)
Уфи́мская о́бласть — историческая административно-территориальная единица Уфимского наместничества Российской империи, существовавшая с 30 апреля 1782 по 12 декабря 1796 годы.
Областной центр — город Уфа.

## География
Граничила с Пермской провинцией и рекой Камой на севере, на юге — с Оренбургской областью.

## История
13 июня 1781 года Уфимская провинция (область по Н. М. Карамзину) Оренбургской губернии и Симбирское наместничество соединены в одно генерал-губернаторство — Уфимское и Симбирское.
Область образована в составе Уфимского наместничества 28 декабря 1781 года по указу «Об учреждении Уфимского наместничества из двух областей, Уфимской и Оренбургской, и о разделении оных на уезды» от 23 декабря 1781 года Императрицы Екатерины II, в основу которого положен проект И. В. Якоби с небольшими изменениями. Сам проект утверждён 29 апреля 1782 года.
Указом от 2 мая 1784 года Императрицы Екатерины II в составе Уфимской области образован Троицкий уезд.
Указом «О новом разделении Государства на Губернии» от 12 декабря 1796 года Императора Павла I, 15 января 1797 года Уфимское наместничество переименовано в Оренбургскую губернию, а сами области — упразднены.

## Административное деление
Первоначально включала в себя 8 уездов, позднее — 9:
- Белебеевский уезд
- Бирский уезд
- Бугульминский уезд
- Бугурусланский уезд
- Мензелинский уезд
- Стерлитамакский уезд
- Уфимский уезд
- Челябинский уезд — передан из Пермского наместничества
- Троицкий уезд (со 2 мая 1784 года)